# Саадат Али Хан I
Саадат Али-Хан I (урду برہان الملک سعادت علی خان‎; ок. 1680 — 19 марта 1739) — крупный могольский военный и государственный деятель, губернатор (субадар) Акбарабада (Агры) (1720—1722), первый наваб Ауда (26 января 1722 — 19 марта 1739). Сын Мухаммада Насира. В возрасте 25 лет он сопровождал своего отца в последнем походе могольского императора Аурангзеба против маратхов в Декане, и император наградил его титулом «Хана Бахадура» за его службу.
Титулы — Вакил-и-Мутлак, Бурхан уль-Мульк, Итимад уль-Даула, Наваб Саадат Хан Бахадур, Шаукат Джанг, Наваб Ауда.

## Ранняя жизнь
Точная дата его рождения не была зафиксирована. Согласно индийскому историку Аширбади Лал Сривастава, Саадат Али-хан родился примерно в 1680 году, и его имя при рождении было Мир Мухаммад Амин. Его отцом был Мир Мухаммад Насир, купец из Хорасана. У Али-хана был один старший брат, Мир Мухаммад Бакар. Одним из их предков был Мир Шамсуддин, Сеид (потомок пророка Мухаммеда) и Кази (исламский судья) в Нишапуре. Он был потомком Мусы аль-Казима в двадцать первом поколении, седьмого имама шиитского ислама. Ни один историк не зафиксировал каких-либо событий в ранней жизни Саадат Али-хана.
Династия Сефевидов начала приходить в упадок в середине семнадцатого века. Семья Саадат Али-хана была доведена до нищеты. Чтобы испытать свою удачу в Индии, его отец и старший брат мигрировали в Бенгалию в конце 1707 года во время правления могольского императора Бахадур Шаха I (1707—1712). Оттуда они отправились в Бихар, поселились в Патне и получили денежное пособие от Муршид Кули-хана. В это время Саадат али-хан в Нишапуре. По словам историка Камалуддина Хайдера, его жена высмеивала его за то, что он был прихлебателем в доме её отца. Уязвлённый, Саадат Али-хан уехал в Индию в поисках работы. По словам историка Гулама Али, он прибыл в Патну в 1708 или 1709 году. Отец хана умер ещё до его приезда и был похоронен «на некотором расстоянии от своего нового дома». В 1709 году братья отправились в Дели в поисках работы.
Саадат Али-хан был нанят амилом (деревенским старостой) и жил в бедности в течение своего первого года в Дели. В июле 1710 года он и его брат были наняты Сарбуланд-ханом. Сарбуланд-хан был фаударом (командиром гарнизона) Кара-Маникпура в Аллахабаде. Он делал Али-хана своим мир-манзилом (начальником лагеря). После поражения и смерти Азим уш-Шана (работодателя Сарбуланд-хана), шахзаде Джахандар Шах взошёл на могольский престол и перевел Сарбуланд-хана в Ахмадабад. Саадат Али-хан сопровождал его в ноябре 1712 года. К концу года отношения между Саадат Али-ханом и Сарбуланд-ханом ухудшились. Проливной дождь и сильный ветер снесли палатки Али-хана. Сарбуланд-хану пришлось ночевать в воловьей повозке, и он критиковал Али-хана за то, что тот поставил палатки в плохом месте. Али-хан не согласился, и Сарбуланд-хан обвинил его в том, что он ведет себя как хафт-хазари (командир семитысячного войска). Саадат Али-хан ответил, что это было «благоприятное пророчество» для его карьеры. После переезда в Дели Саадат Али-хан стал хафт-хазари и вернулся на службу к Сарбуланд-хану.
12 января 1713 года Фарук Сийяр вступил на трон Великих Моголов с помощью братьев Сайидов. Во время его правления Саадат Али-хан прибыл в Дели. Под покровительством Мухаммада Джафара, друга Фарук Сийяра Саадат Али-хану удалось получить мансаб хазари (1000 лошадей) и стать командиром полка «Уала-Шахи». Смерть Джафара в 1716 году оставила Али-хана без покровителя при императорском дворе. В последующие три года он так и не получил никакого повышения.
В 1719 году могольский император Фарук Сийяр был свергнут братьями Сайидами. Во время правления Шах-Джахана II Саадат Али-хан сопровождал Саида Хасана Али Хана Барха (старшего из двух братьев Сайидов) в его экспедиции против Махараджи Джай Сингха II из Джайпура. Хусн-и-Ахлак (изящество манер) и военное мастерство Саадат Али-хана завоевали ему покровительство Саида Хуссейна Али-хана, младшего из братьев Сайидов. Хусейн Али-Хан назначил его фаударом (командиром гарнизона) Хиндауна и Баяны в современном Раджастане 6 октября 1719 года, а Саадат Али-хан вступил в должность в ноябре. Раджпуты и заминдары-джаты взбунтовались. Саадат Али-хан начал набирать новые войска и взял их у вазира (министра) провинции. С помощью вспомогательных войск Саадат Али-хан подавил восстание в этом районе. Заминдары, атакованные один за другим, были вынуждены сдаться. После восстановления законности и порядка в течение шести месяцев после своего назначения, Али-хан был повышен в звании до 15 сад-изат (командир 1500 лошадей) в армии.
К концу 1719 года между Низам-уль-Мульком и братьями Сайидами возникли трения. Низам-уль-Мульк убил Дилавар-Хана (агента Сайида Хуссейна Али-Хана) в Форте Асиргарх в июне 1720 года и убил Сайида Алам-Хана, родственника братьев Сайидов, в августе. Хусейн Али-Хан решил идти на Декан. Могольский император Мухаммад-шах также отправился на Декан из Агры. За несколько дней до того, как Мухаммад-шах начал свое путешествие, в императорском лагере был составлен заговор с целью убить Хусейна Али-Хана. Главным заговорщиком был Мухаммад Амин Хан Турани, дядя Низам-уль-Мулька. Саадат Али-хан перешёл на сторону заговорщиков, по причинам, не задокументированным в современных документах. По словам историка Аширбади Лал Сриваставы, «мирские богатства и власть» были причинами его решения сменить фракцию. Хафи-Хан пишет, что Али-хан был подстрекаем вступить в заговор из-за его гнева на убийство прежнего императора Фарук Сийяра. Заговорщики часто встречались, чтобы наметить план убийства Хусейна Али-Хана, который был убит Хайдером Беком Даулатом 8 октября 1720 года. На следующий день Мухаммад-шах (1719—1748) провёл императорский дарбар и наградил Али-хана и его сообщников. Он получил титул Саадат Хан Бахадур (повелитель удачи) и был повышен до 5000 затов и 3000 лошадей. Согласно анонимному персидскому историку, он разграбил казну Хусейна Али-Хана с согласия императора Великих Моголов.

## Губернатор Акбарабада
Саадат Али-хан был повышен в звании до 6000 затов и 5000 лошадей и был назначен губернатором провинции Акбарабад (современная Агра) 15 октября 1720 года. Он получил титул Бурхан-уль-Мульк и назначил своим заместителем Нильканта.
Достигнув Акбарабада, Саадат Али-хан решил подавить восстание джатов и разгромил джатов Матхуры и Бхаратпура. Они бежали в свои форты на дороге Дели-Матхура. Он осадил их, захватив четыре крепости. Войска Нильканта сражались с Муккамом Сингхом (сыном лидера джатов Чурамана) в сентябре 1721 года, и Нилькант был убит в битве.
В октябре Саадат Али-хан решил сразиться с Чураманом. Племянник Чурамана, Бадан Сингх, переметнулся на сторону Великих Моголов. Однако Хан Дауран отстранил Саадат Али-хана от должности губернатора Акбарабада.

## ГубернаторАуда
После увольнения из Агры Саадат Али-хан отправился в Дели. Он был назначен губернатором Ауда (в современном штате Уттар-Прадеш) 9 сентября 1722 года после передачи отставки прежнего губернатора Гирдхара Бахадура. Саадат Али-хан собрал большие силы, прежде чем отправиться в провинцию. Во время своего путешествия он остановился в Фаррухабаде. Мухаммад Хан Бангаш, афганский лидер города, дал ему информацию о силе Шайхзадов (общины, которая управляла Лакхнау). Он посоветовал Саадат Али-хану подружиться с шейхами Какори, противники Шайхзадов, прежде чем войти в Лакхнау. Саадат Али-хан так и сделал, и шейхи рассказали ему о сильных и слабых сторонах Шайхзадов Лакхнау. Затем он двинулся в сторону Лакхнау и разбил лагерь на окраине города. Ночью он пересек реку Гомти и бесшумно вошёл в город со своей артиллерией. Сняв меч, висевший на воротах города, он напал на Шайхзадов у ворот Акбара. В последовавшей битве Шейхзады были разбиты и изгнаны из Панчмахалы (своего дворца).
В начале правления Саадат Али-хана в Ауде его заминдары отказались следовать правилам Великих Моголов. Он попытался решить финансовые и джагирдарские проблемы Ауда, послав агентов для оценки урожайности сельскохозяйственных культур. Вскоре он понял, что, кроме заминдаров, никто (в том числе и местные чиновники) не одобрял его замысла. Агенты джагирдаров пытались помешать его осуществлению. Местные джагирдары рассматривали его план как попытку Саадат Али-хана свергнуть существующую систему джагирдара. Это встревожило его, так как он не хотел отталкивать от себя джагирдаров. В ответ он предложил джагирдарам скидку по оценке стоимости их джагиров. Сайяд Гулам Али, автор книги «Имад-ус-Садат», называет эту систему иджара. Эта схема стабилизировала провинциальную администрацию, так как джагирдары больше не должны были посылать своих сотрудников на поля, амилы (назначенные губернатором) теперь были подотчетны ему, и местные чиновники должны были обращаться к ним непосредственно для разрешения споров. Таким образом, Саадат Али-хан положил конец административной власти джагирдаров над своими джагирами.

## Противостояние с Надир-шахом
В начале 1739 года персидский правитель Надир-шах вторгся в Индию. Чтобы помочь могольскому императору Мухаммад-Шаху, наваб Ауда выступил с 30-тысячной кавалерией из своего удела. Во время его пребывания в Панипате армия Надир-шаха тщетно пыталась перехватить его. 12 февраля Саадат Али-хан присоединился к войскам Мухаммада-шаха в Карнале. Когда Надир-шах узнал об усилении, он передвинул свой лагерь на три мили от могольского лагеря.
Персидская армия столкнулась с войсками наваба Ауда 22 февраля. Услышав эту новость, Саадат Али-хан поднял меч, который он положил перед Мухаммад-шахом, и попросил у него разрешения напасть на персидскую армию. Согласно историку Хари Чаран Дасу, император Великих Моголов не доверял навабу Ауда и заставил его присягнуть на верность во имя Корана. Низам-уль-Мульк далее задержал свое наступление, заявив, что войска наваба Ауда устали после месячного перехода, и Саадат Али-хану вскоре придется отступить, потому что до рассвета оставалось всего три часа. Нусрат Джанг сказал ему, что могольским войскам не было приказано сражаться в течение дня. Саадат Али-хан, отказавшись прислушаться к их мольбам, приказал своим войскам собираться. Хотя они устали, большинство из них не хотели сражаться, к нему присоединились 4000 кавалеристов и 1000 пехотинцев.
Когда персы увидели приближающегося Саадат Али-хана, они сделали вид, что бегут с поля боя. Саадат Али-хан преследовал их в двух милях от могольского лагеря и послал гонцов к Мухаммад-шаху с просьбой о подкреплении. Хан Дауран, командир правого крыла и ближайший к Али-хану, был отправлен с 8000 всадниками. Во второй половине дня император Великих Моголов присоединился к Саадат Али-хану на поле боя. Он сформировал правый фланг императорской армии.
23 февраля 1739 года в час дня он начал наступление на армию Надир-шаха. Персы начали обстреливать войска Саадат Али-хана, когда он их атаковал. Персидская армия стратегически отступила, оставив свои орудия. Хан подумал, что персы бежали, и снова послал гонцов к императору Великих Моголов с просьбой о подкреплении. Затем персидская армия начала кавалерийскую атаку, в результате которой многие воины из армии Саадат Али-хана. Среди воевавших в рядах персидской армии был Шер-Джанг, племянник Саадат Али-хана. Последний был взят в плен и доставлен в лагерь Надир-шаха.
После ночной молитвы пленный Саадат Али-хан предстал перед Надир-шахом. На вопрос, почему он сражался против персов, которые также исповедуют шииз, Саадат Али-хан ответил, что не хочет предавать императора Великих Моголов. Во время их беседы Надир-шах высоко оценил патриотизм Саадат Али-хана и любовь к его религии. Он попросил Саадат Али-хана наметить план, по которому Надир-шах мог бы вымогать деньги у Мухаммад-шаха и вернуться в Персию для борьбы с турками-османами. Саадат Али-хан ответил, что Низам-уль-Мульк «является ключом к империи Индии», и посоветовал Надир-шаху вести с ним переговоры. Надир-шах и Саадат Али-хан написали Низаму на следующее утро, и моголы согласились заплатить ₹5 миллионов персидскому завоевателю.
25 февраля могольский император Мухаммад-шах сделал Гази уд-Дина Хана Ферозе Джанга II, старшего сына Низам-уль-Мулька, мир-бакши (генеральным казначеем армии). Это возмутило Саадат Али-хана, который пожелал получить назначение и сказал Надир-шаху, что ₹ 5 миллионов — это небольшая часть сокровищницы Великих Моголов. Он посоветовал Надир-шаху завоевать Дели (где он мог бы грабить драгоценности, наличные деньги и другие ценности). Когда император Великих Моголов Мухаммад-шах прибыл в персидский лагерь, его арестовали и конфисковали его гарем. Надир-шах сделал Саадат Али-хана Вакилем-и-муталиком (полномочный регент), и Мухаммад-шах также был вынужден принять его.
Саадат Али-хан и Тахмасп-хан Джалаир отправились в Дели с армией из 4000 лошадей 7 марта. Саадат Али-хан передал письмо Мухаммад-шаха Лютфулла-хану Садику, губернатору Дели, с просьбой передать Джалаиру ключ от дворца. Саадат Али-хан прибыл в Дели 9 марта и приветствовал обоих императоров в Шалимар Багхе восемь дней спустя. В ночь с 19 на 20 марта он удалился в свой дом и скончался ещё до рассвета. Среди историков нет единого мнения о причинах его смерти. По словам историка Абул Касима Лахори, Саадт Али-хан умер от «телесных недугов». Харичаран Дас считает, что он умер от рака, который развился в его ногах. Рустам Али, автор книги «Тарих-и-Хинд», говорит, что Саадат Али-хан покончил с собой, выпив яд.

## Преемственность
У Саадат Али-хана было один сын, умерший в детстве, и пять дочерей. Он выдал свою старшую дочь замуж за своего племянника Мухаммада Мукима, более известного как Сафдар Джанг (1708—1754). Матерью Джанга бьла сестра Саадат Али-хана. Его отцом был Саадат-хан, потомок Кара-Юсуфа. После смерти Саадат Али-хана новым навабом Ауда стал его племянник и зять Сафдар Джанг. Таким образом, все последующие наваба Ауда вплоть до Ваджида Али Шаха происходят от Саадат Али-хана через его дочь.

## Жены и дети
- дочь его дяди, Мирзы Мухаммада Юсуфа
- дочь Ашрафа Али Хана Бахадура, военного офицера могольской армии
- дочь Сеида Талиба Мухаммад Хана Асафа Джахи
- Рети Бегум Сахиба, дочь Наваба Мухаммада Таки Хана Бахадура, субадара Агры
- дочь Ходжи Закари, потомка Ходжи Ахрара
- Ханум Сахиба, бывшая рабыня из дома Сеида Талиба Мухаммад-Хана, подаренная ему в приданое дочерью последнего.

У Саадата Али-хана было один сын и пять дочерей:
- сын дочери Сеида Талиба, умерший в детстве от оспы
- Садр ун-Ниса Наваб Алия Садр-и-Джахан Бегум Сахиба (Наваб Бегум) (1712—1796), муж — ей двоюродный брат, Асаф джах, Джамат уль-Мульк, Наваб Мирза Мухаммад Маким Абул Мансур Хан Бахадур, Сафдар Джанг (1708—1754), 2-й наваб Ауда (1739—1754)
- Мухаммади Бегум Сахиба (мать — дочь Сеида Талиба), муж — Наваб Мухаммад Кли Хан Бахадур (Мирза Кучак), губернатор Аллахабада
- Амина Бегум Сахиба (Умну Бегум) (мать — дочь Сеида Талиба), муж — Мирза Сеид Мухаммад Хан (Мирза Саид Сахиб), старший сын её дяди по отцу, Мирзы Юсуфа Мусави Мешхади
- Хума Бегум Сахиба (Банди Бегум) (мать — дочь Сеида Талиба), муж — Наваб Сеид Мухаммад Сияда Хан Бахадур, младший сын её дяди по отцу, Мира Мухаммада Бакира Сиядата Хана Бахадура
- Нур Джахан Бегум Сахиба (Ханиги или Хинга Бегум) (мать — Рити Бегум), муж — Мирза Насир уд-Дин Хайдер Шахид, сын Мирза Мухаммада Шаха (Шахмира).